# Hiroshi Saitō
Hiroshi Saitō (jap. 斉藤 博 Saitō Hiroshi; ur. 17 marca 1936 zm. 26 czerwca 2015) – japoński reżyser anime oraz storyboardzista i producent.

## Wybrana filmografia
- 1975: Pszczółka Maja
- 1976: Pinokio
- 1980: Przygody Tomka Sawyera
- 1989–1991: Alfred Jonatan Kwak
- 1990–1991 Muminki
- 1992: Kometa Nad Doliną Muminków